# Château de Varengeville-sur-Mer
Le château de Varengeville-sur-Mer est un château du XIXe siècle de style Louis XIII situé à Varengeville-sur-Mer en Seine-Maritime.

## Situation
L'entrée principale du château est au 35 route de Dieppe, à Varengeville-sur-Mer, à six kilomètres à l'ouest de Dieppe, entre Pourville et Sainte-Marguerite-sur-Mer. La mer et la plage du Petit Ailly sont à moins de deux kilomètres.

## Histoire
La construction ex nihilo du Château de Varengeville est commanditée vers 1880 par Monsieur Frédéric Schlumberger, manufacturier à Rouen, l'architecte Lucien Lefort exécute les plans.
Après le décès de Louise Quévremont veuve de Frédéric Schlumberger en 1922, Edouard Prat en devient propriétaire. Pendant la guerre, le château est réquisitionné par les allemands, lors de l'hiver rude de 1941/1942 les occupants brûlent les boiseries pour se chauffer, en 1944 pour les mêmes motifs les Anglais finissent de brûler ce qu'il reste de boiseries dans le château.
Edouard Prat retrouve après-guerre la propriété dégradée et il préfère la céder à une compagnie appartenant à la famille qui en fait une colonie de vacances pouvant accueillir près de 180 jeunes.
Dans les années 1990 Les Houillères de Lens cèdent le château aux propriétaires actuels qui en font un lieu de réception pour mariages, séminaires et expositions.

## Le parc
Le parc entoure le château auquel on peut accéder par un majestueux portail monté sur des piliers en pierre et briques. Il n'est pas totalement ceint de murs et il est facile d'observer le domaine et ses dépendances de la route.
Un sentier faisant le tour du parc porte le nom de "chemin des amoureux". Il est surtout composé d'une futaie de hêtres, caractéristique du pays de Caux et de chênes. À proximité du château domine un Ginkgo biloba centenaire et dans le parc trône un remarquable marronnier bicentenaire.
Un guide touristique de 1907 indique la présence dans la propriété de sources d'eau ferrugineuse, elles ont aujourd'hui disparu.

## Culture

### Expositions temporaires
- Exposition au Chartil du Château: peintures et aquarelles de Camille Chalverat et Marguerite Hollemaert du 5 août au 13 aout 2023.
- Exposition au Château : peintre Maïlys Seydoux-Dumas du 07 au 16 août 2020.
- Exposition au Chartil du Château: peintures, aquarelles et sculptures par Veronica Canzanella, Camille Chalverat et Guy-Jean Tixier du 24 août au 2 septembre 2019.
- Exposition au Château : peintre Richard de Prémare du 10 au 18 août 2019.
- Exposition au Chartil du Château : peintre Frédéric Dumouchel du 06 au 15 août 2016 [5].
- Exposition au Chartil du Château : peintre Richard de Prémare juillet-août 2013 [6].